# Maurecourt
 Maurecourt  es una población y comuna francesa, en la región de Isla de Francia, departamento de Yvelines, en el distrito de Saint-Germain-en-Laye, Mancomunidad de Cergy-Pontoise y cantón de Andrésy.

## Demografía
| 1729 | 2380 | 2870 | 2730 | 3359 | 3493 |
| Para los censos de 1962 a 1999 la población legal corresponde a la población sin duplicidades (Fuente: INSEE [Consultar]) |      |      |      |      |      |